# بادبزن‌کرمان
بادبزن‌کرمان (نام علمی: Serpulidae) نام یک خانواده از راسته گردگیرسانان است.